# Armin Lemme
Armin Lemme (Packebusch, 28 ottobre 1955 – Berlino, 1º agosto 2021) è stato un discobolo tedesco.

## Biografia
Dopo essersi classificato tredicesimo alle Olimpiadi di Mosca 1980, l'anno successivo diventa campione universitario nel lancio del disco grazie ad un lancio a 65,90 metri e, nel 1981, vinse la Coppa del mondo a Roma lanciando a 66,38 m.
Nel 1982 concluse quarto agli europei di Atene.
Dopo il ritiro dall'attività agonistica divenne allenatore di lancio del disco, seguendo tra gli altri Martin Wierig.

## Palmarès
| Anno | Manifestazione | Sede     | Evento           | Risultato | Misura  | Note                     |
| ---- | -------------- | -------- | ---------------- | --------- | ------- | ------------------------ |
| 1980 | Olimpiadi      | Mosca    | Lancio del disco | 13º       | 59,44 m |                          |
| 1981 | Universiadi    | Bucarest | Lancio del disco | Oro       | 65,90 m | Record delle Universiadi |
| 1982 | Europei        | Atene    | Lancio del disco | 4º        | 63,94 m |                          |

## Altre competizioni internazionali
1981
- Coppa Europa di atletica leggera ( Zagabria)